# مقاطعة كينغ أند كوين (فيرجينيا)
 مقاطعة كينغ أند كوين  (بالإنجليزية:  King and Queen County)‏ هي إحدى المقاطعات في ولاية فيرجينيا في الولايات المتحدة الأمريكية.

## أعلام
- جورج واشنطن جونز
- جون ر. سوندرز
- تشارلز براون فليت
- توماس تود
- توماس رودريك ديو